# دوریس بارنت
دوریس بارنت (انگلیسی: Doris Barnett؛ زادهٔ ۲۲ مهٔ ۱۹۵۳) یک سیاست‌مدار اهل آلمان است.